# Sandavágurský kámen
Sandavágurský kámen (FR 2 M) je runový kámen, který byl objeven ve městě Sandavágur na Faerských ostrovech v roce 1917. Dnes je k vidění v kostele v Sandaváguru.
Nápis na kamenu hovoří o muži jménem Torkil Onundarson z Rogaland v Norsku, který jako první osadník zabral území kolem města Sandavágur. Není jisté, zda byl úplně první, ale jistě patřil k prvním vikinským osadníkům této oblasti. Jazyk i runové písmo je germánské nářečí staré severštiny okolí Rogalandu ve 13. století.

## Text nápisu
- Stará severština: Þorkell Ônundar sonr, austmaðr af Rogalandi, bygði þenna stað fyrst.

- Čeština: Syn Þorkella Ônundra, muž z východu z Rogalandu, žil jako první na tomto území.